# Stade de Genève
El Stade de Genève es un estadio multipropósito ubicado en Lancy, Cantón de Ginebra, comuna suiza cercana a Ginebra. El estadio fue inaugurado en 2003 y construido con motivo de la celebración de la Eurocopa 2008.

## Historia
Con una capacidad de 30 084 espectadores sentados, el estadio es el más grande del Cantón de Ginebra y el tercero del país, por detrás del St. Jakob-Park de Basilea y el Stade de Suisse de Berna. El Servette FC, el equipo de la ciudad, disputa en el estadio sus partidos como local.
El primer partido en el Stade de Genève tuvo lugar el 16 de marzo de 2003, ante 30.000 espectadores. El Servette FC recibió al BSC Young Boys (1-1). El estadio ya ha acogido numerosos eventos deportivos, como la Copa Heineken de rugby, partidos internacionales de fútbol con equipos como Brasil, Portugal, Argentina, Costa Rica, Italia e Inglaterra, así como conciertos de Mylène Farmer, The Police, Johnny Hallyday y Celine Dion. El 31 de julio de 2019 se jugó un partido preparatorio entre el Liverpool FC y el Olympique de Lyon.
Para la temporada 2010-2011, podría haber acogido al equipo de fútbol francés Évian Thononon Gaillard Football Club, que no contaba con un estadio que cumpla las normas de la Ligue 2, tras su adhesión al nivel superior. Sin embargo, en junio de 2010, la UEFA no dio su aprobación. 

## Eventos

### Eurocopa 2008
- Tres partidos de la Eurocopa 2008 se disputaron en el estadio.

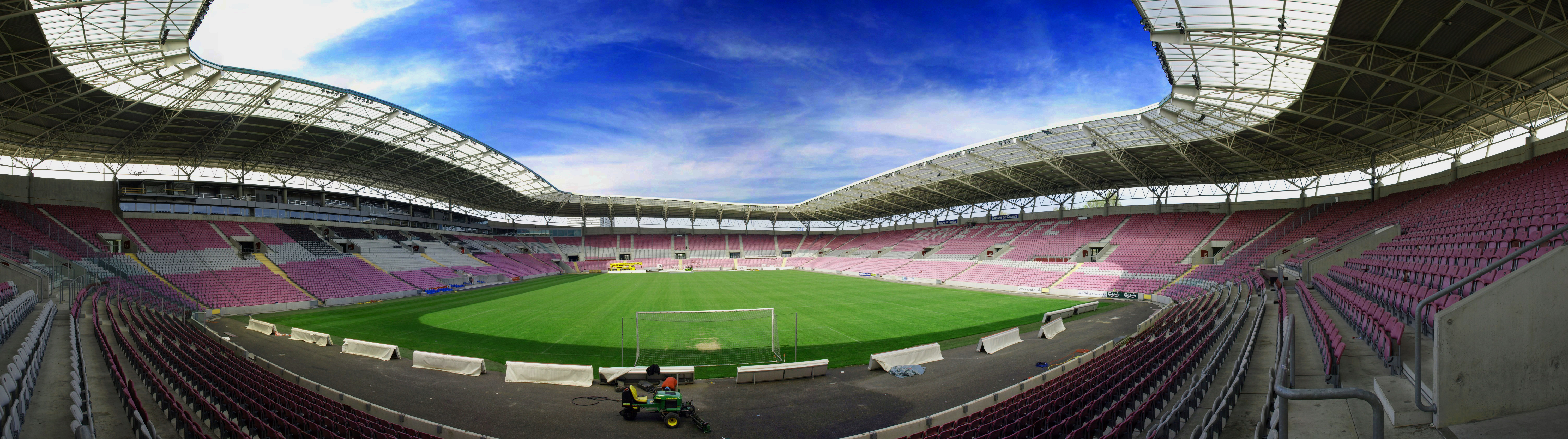
Imagen panorámica del estadio.

| Fecha               | Selección #1    | Resultado | Selección #2    | Ronda                 | Espectadores |
| ------------------- | --------------- | --------- | --------------- | --------------------- | ------------ |
| 7 de junio de 2008  | Portugal        | 2–0       | Turquía         | Primera fase, Grupo A | 29 016       |
| 11 de junio de 2008 | República Checa | 1–3       | Portugal        | Primera fase, Grupo A | 29 016       |
| 15 de junio de 2008 | Turquía         | 3–2       | República Checa | Primera fase, Grupo A | 29 016       |